# Бакхарис
Ба́кхарис (лат. Baccharis) — род растений семейства Астровые (Asteraceae).

## Ботаническое описание

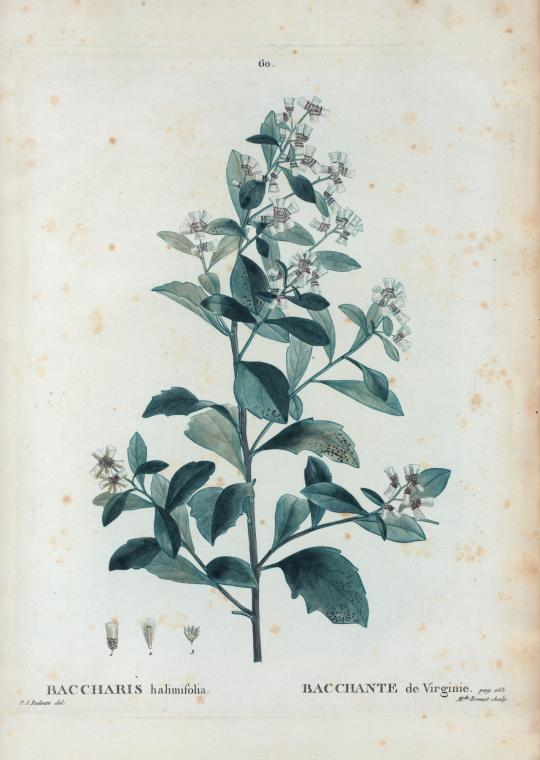
Бакхарис лебедолистный (Baccharis halimifolia)

Кустарники или кустарнички. Листья ланцетные или клиновидные, часто липкие, жилкование пальчатовершинобежное. Некоторые виды лишены или с редуцированными листьями: фотосинтез в таком случае происходит в стеблях или филлокладиях.
Соцветие — корзинка, середина которой занята большим числом трубчатых мужских цветков, а края — двугубыми женскими.

## Распространение
Виды рода встречаются в преимущественно в тропических областях Центральной и Южной Америки.

## Хозяйственное значение и применение
Бакхарисы используют для создания лесополос. Некоторые виды, как, например, бакхарис лебедолистный (Baccharis halimifolia), являются очень вредными сорняками. С другой стороны, виды, особенно из северных Анд, являются исчезающими из-за разрушении их естественной среды обитания.
Бакхарисы богаты терпенами, благодаря чему широко используются в народной медицине. Некоторые виды бакхарисов ядовиты. Некоторые виды используются для употребления в пищу. Цветки бакхарисов содержит большое количество нектара.

## Таксономия
Род Бакхарис включает 430 видов, некоторые из них:
- Baccharis aphylla (Vell.) DC. — Бакхарис безлистный
- Baccharis articulata (Lam.) Pers. — Бакхарис членистый
- Baccharis halimifolia L. — Бакхарис лебедолистныйtypus